# Districtul Si Wilai
Si Wilai (în thailandeză ศรีวิไล) este un district (Amphoe) din provincia Bueng Kan, Thailanda, cu o populație de 38.899 de locuitori și o suprafață de 327,9 km².

## Componență
Districtul este subdivizat în 5 subdistricte (tambon), care sunt subdivizate în 50 de sate (muban).
| Nr. | Nume         | În thailandeză | Sate | Locuitori |
| --- | ------------ | -------------- | ---- | --------- |
| 1.  | Si Wilai     | ศรีวิไล          | 12   | 10,846    |
| 2.  | Chumphu Phon | ชุมภูพร          | 12   | 07,475    |
| 3.  | Na Saeng     | นาแสง          | 9    | 07,920    |
| 4.  | Na Sabaeng   | นาสะแบง        | 9    | 06,188    |
| 5.  | Na Sing      | นาสิงห์          | 8    | 06,470    |